# Rasulnagar
Rasulnagar (abans Ramnagar, però més anteriorment es deia ja Rasulnagar) és una ciutat i union council del districte de Gujranwala a la província del Panjab (Pakistan), situada a la riba esquerra del Chenab, a uns 40 km a l'oest de Gujranwala, a 32° 20′ N, 73° 47′ E / 32.333°N,73.783°E dins el tehsil de Wazirabad. Al cens del 1998 apareix amb 12.207 habitants; al cens del 1901 constava amb 7.121 habitants.
Fou fundada per Nur Muhammad, un cap chatha que fou poderós al Panjab a la primera meitat del segle xviii. Sota el govern de la família Chatha va créixer ràpidament. El 1795 fou atacada per Ranjit Singh i després d'una valent resistència el cap chatha local, Ghulam Muhammad, es va rendir. La ciutat fou rebatejada pels sikhs com Ramnagar. Es conserven diversos edificis notables del període chatha. El 1848 durant la segona Guerra Sikh, Lord Gough es va enfrontar amb les forces sikhs prop de Ramnagar i les va derrotar.
L'obertura d'estació de ferrocarril a Akalgarh, a uns 7 km al nord, va desviar el comerç i la indústria d'objectes de cuiro es va arruïnar. El 1867 es va crear la municipalitat. En el Pakistan independent va recuperar el seu antic nom.